# 杨礼圣
梁雷声（韓語：양뢰성, 1973年4月21日—），韩国男子击剑运动员。他曾参加了1996年和2000年夏季奥运会重剑比赛，还曾获得1998年亚洲运动会男子重剑个人金牌。